# اکسی‌مورفازون
اکسی‌مورفازون (انگلیسی: Oxymorphazone) یک داروی ضددرد شبه افیونی مربوط به اکسی مورفون است. اکسی‌مورفازون یک آگونیست μ-افیونی قوی و طولانی اثر است که به طور برگشت ناپذیری به گیرنده متصل می شود و یک پیوند کووالانسی تشکیل می دهد که از جدا شدن آن پس از اتصال جلوگیری می‌کند. این یک مشخصات دارویی غیرعادی به آن می‌دهد، و در حالی که اکسی‌مورفازون تنها حدود نیمی از قدرت اکسی‌مورفون است، با دوزهای بالاتر، اثر ضد درد بسیار طولانی‌تر و تا ۴۸ ساعت طول می‌کشد. با این حال، تحمل بی‌دردی با دوزهای مکرر به سرعت ایجاد می‌شود، زیرا گیرنده‌های مواد افیونی فعال مزمن به سرعت توسط بتا آرستین‌ها درونی می‌شوند، مشابه نتایج اتصال غیرکووالانسی توسط دوزهای مکرر آگونیست‌ها با میل پیوندی بسیار بالا مانند لوفنتانیل.